# Simon Jensen
Simon K. Jensen, född 3 februari 1973, är en dansk-svensk musiker, kompositör och författare, bosatt i Göteborg sedan 1996. Han har varit flöjtist i ett flertal konstellationer samt i jazz/folk-bandet Simon Jensen Band.
Under perioden 1997–2002 var han fast medlem i bandet Grovjobb som släppte tre album på Garageland Records.
Diktsamlingen Skärmen (utgiven på förlaget Trombone i Göteborg) utkom i december 2009. Jensen skriver punkpoesi med en provocerande samhällskritisk underton. Hans andra diktsamling, Fingret, utkom i december 2011. Utöver lyrik har han även skrivit en lärobok om programspråket C++ och han är även upphovsman till tärningsspelet Inverted Dice.
Simon Jensen är son till konstnären Steen Krarup Jensen.

## Diskografi
- Landet Leverpastej, Grovjobb (Garageland Records, 1998)[10]
- Vättarnas Fest, Grovjobb (Garageland Records, 2000)[11]
- Under Solen Lyser Solen, Grovjobb (Garageland Records, 2002)[12]
- All You Can Eat, Simon Jensen Band (Blue Beat Productions, 2005)[13]
- Eileen Live at FolkFest July 2010, Eileen (Eileen Events, 2010)[14]